# Muone
Il muone (dalla lettera greca μ) è una particella elementare con carica elettrica negativa e spin pari a 1/2; avendo spin semiintero, appartiene alla famiglia dei fermioni.
Nel modello standard appartiene, come l'elettrone, il tauone e i neutrini, al gruppo dei leptoni. Storicamente fu catalogato come mesone con il termine di "mesone mu". È indicato con il simbolo μ− (mentre la sua antiparticella, l'antimuone, è indicato con il simbolo μ+).
Il muone è il secondo nel gruppo dei leptoni carichi e ha una massa a riposo di 105,7 MeV/c2, circa 207 volte la massa dell'elettrone, ma circa 1/17 di quella del tauone. Dal momento che le sue interazioni sono simili, può essere pensato come un elettrone pesante. Tuttavia, per via della massa molto maggiore, i muoni subiscono un'accelerazione meno intensa quando incontrano un campo elettromagnetico e, quando vengono rallentati, emettono una radiazione di bremsstrahlung di minore intensità; emettendo meno energia come radiazione, risultano di conseguenza più penetranti (anche più dei raggi X) e possono attraversare chilometri di rocce e per questo hanno applicazioni anche in geologia.
Il muone ha una vita media di 2,2 µs, ben maggiore di quella del tauone (~3×10−13 s). 
La sua antiparticella, il muone positivo μ+, è la particella che funge da nucleo nell'atomo esotico muonio (μ+e−).
Come nel caso di tutti i leptoni carichi, esiste un neutrino muonico appartenente alla stessa generazione, indicato con νμ.

## Storia
I muoni furono scoperti da Carl David Anderson e dal suo studente Seth Neddermeyer nel 1936: mentre studiavano i raggi cosmici essi notarono che, nell'attraversare un campo magnetico, alcune particelle deviavano la propria traiettoria in maniera diversa dagli elettroni e da altre particelle note; in particolare, venivano deflesse con una curvatura minore rispetto agli elettroni, ma maggiore rispetto ai protoni. Si assunse che la carica di queste nuove particelle fosse identica a quella dell'elettrone e, per giustificarne la differente deflessione, si ritenne che avessero una massa intermedia (un valore compreso tra la massa del protone e dell'elettrone).
Per questa ragione, Anderson e Neddermayer chiamarono la nuova particella mesotrone, adottando il prefisso meso-, dal greco intermedio. Di lì a poco furono scoperte nuove particelle con massa intermedia e per indicarle fu usato il termine mesone. Per distinguere tra i vari mesoni, il mesotrone fu ribattezzato mesone mu (con la lettera greca μ (mu) utilizzata per ricordare il suono della lettera m).
Tuttavia, si scoprì che il mesone mu differiva significativamente dagli altri mesoni; per esempio, dal suo decadimento sono emessi un neutrino e un antineutrino, piuttosto che l'uno o l'altro, come osservato per gli altri mesoni. Si comprese in seguito come gli altri mesoni fossero adroni, cioè particelle composte da quark, soggette dunque alla forza nucleare forte. Nel modello dei quark, ogni mesone è composto da due quark. Si determinò, con un esperimento realizzato nel 1945 da Oreste Piccioni, Ettore Pancini e Marcello Conversi, che i mesoni mu erano particelle prive di interazioni nucleari e quindi più simili all'elettrone (leptoni). Si determinò dunque che i mesoni mu non erano affatto mesoni (nel nuovo senso del termine), e così il termine mesone fu rimpiazzato da muone.

## Sorgenti di muoni
La maggior parte dei muoni che raggiungono la Terra è prodotta dai raggi cosmici: quando penetrano negli strati superiori dell'atmosfera, generano pioni, che a loro volta decadono in muoni e neutrini. I muoni così prodotti si muovono a grande velocità, sicché la loro vita media osservata dalla Terra è maggiore di quella osservata in un sistema nel quale essi sono in quiete, in accordo con la dilatazione temporale prevista dalla teoria della relatività ristretta. Grazie a questo fenomeno, così come mostrato nell'esperimento di Bruno Rossi e David B. Hall del 1940, una frazione consistente dei muoni prodotti nell'alta atmosfera riesce a raggiungere la superficie terrestre prima di decadere, ed è possibile rilevarli al suolo.
La medesima reazione è utilizzata dai fisici delle particelle per produrre fasci di muoni, come quello utilizzato per l'esperimento Muon g−2.
La misura più precisa del momento magnetico del muone è stata ottenuta dal Brookhaven National Laboratory.

## Decadimento del muone
I muoni sono, dopo gli elettroni, le particelle cariche più leggere e perciò ciascuno di essi può decadere soltanto in un elettrone e in altre particelle di carica complessiva nulla. Quasi tutte le volte, essi decadono in un elettrone, un antineutrino elettronico e in un neutrino muonico. Gli antimuoni decadono invece in un positrone, in un neutrino elettronico e in un antineutrino muonico.
{\displaystyle \mu ^{-}\to e^{-}+{\bar {\nu }}_{e}+\nu _{\mu },~~~\mu ^{+}\to e^{+}+\nu _{e}+{\bar {\nu }}_{\mu }}.
Raramente sono presenti anche un fotone e una coppia elettrone-positrone nel processo di decadimento.
Al laboratorio di ricerca internazionale situato a Villigen in Svizzera, Paul Scherrer Institute (PSI), è in corso d'opera l'esperimento MEG che ha come obiettivo di misurare la larghezza di decadimento del muone positivo in positrone e fotone che aprirebbe la strada allo studio di nuova fisica.

## Atomi muonici
Il muone fu la seconda particella elementare osservata che non entrasse a far parte della composizione degli atomi ordinari, dopo il positrone. I muoni negativi possono tuttavia formare atomi muonici sostituendosi agli elettroni negli ordinari atomi. Tale tipo di atomi risulta molto più piccolo del solito a causa della grande massa del muone stesso.
Un muone positivo, quando si mescola con la materia ordinaria, può formare, insieme ad un elettrone, un atomo di muonio (Mu), in cui il muone funge da nucleo. Tale sostanza, in verità, non rientra nella definizione formale di atomo chimico, sebbene ne condivida tutte le proprietà. La massa ridotta del muonio, quindi il suo raggio di Bohr, è molto vicino a quello dell'idrogeno; quindi questo "atomo" dalla vita breve si comporta chimicamente (in prima approssimazione) come i suoi isotopi più pesanti, idrogeno, deuterio e trizio.